# Ouat Entertainment
Ouat Entertainment était un studio français de création et d'édition de jeux vidéo. OUAT est l’acronyme de Once Upon A Time, le logo de l'entreprise reprend les codes du rond (O), du carré (U), du triangle (A), et de la croix (T). 

## Historique
Depuis 1999, OUAT Entertainment produit des jeux vidéo de genre casual sur différentes plates-formes (Facebook, PC, OS X, iPhone, iPad, DS, PS2, Wii) en partenariat avec des éditeurs (Ubisoft, Atari, Universal, Hasbro). Depuis 2009, OUAT crée et édite ses propres jeux casual et sociaux. 
La société s'est spécialisée dans la production de jeux basés sur des propriétés audiovisuelles (Totally Spies, Kirikou, Les Incollables, Plus Belle La Vie). Elle crée également ses propres IP (Intellectual Properties), telles la série Miss Teri Tale, Pure Hidden, Eden’s Quest : The Hunt for Akua, ou encore Kompany! et Voyage to Fantasy.
Depuis 2016, Ouat Entertainment s'est diversifié dans la production d'application et de jeux mobiles dont Identity Pursuit et Word Heroes.
Le 18 mai 2017, le tribunal de commerce d'Angoulême a prononcé la liquidation judiciaire de l'entreprise. Le 3 juillet 2017, le dirigeant de la société Celsius Online, Lévan Sardjevéladzé, annonce l'acquisition des actifs de OUAT Entertainement.

## Jeux développés
| Titre                                             | Année | Plates-formes           |
| ------------------------------------------------- | ----- | ----------------------- |
| Kirikou                                           | 2001  | Game Boy Color          |
| Azur & Asmar                                      | 2007  | PC                      |
| Totally Spies! 3 : Agents secrets                 | 2007  | Nintendo DS             |
| Totally Spies!: Totally Party                     | 2007  | PC, PlayStation 2, Wii  |
| Miss Teri Tale: Where is Jason?                   | 2008  | PC, macOS               |
| Miss Teri Tale 2: Vote 4 Me!                      | 2008  | PC, macOS               |
| Martin Mystère : L'Attaque des Monstres           | 2008  | Nintendo DS             |
| Totally Spies! 4 : Autour du monde                | 2008  | Nintendo DS             |
| Kirikou et les bêtes sauvages                     | 2008  | Nintendo DS             |
| Totally Spies ! Mon agenda secret                 | 2009  | Nintendo DS             |
| Pure Hidden                                       | 2009  | PC, macOS, IPhone       |
| Danger next door - Une aventure de Miss Teri Tale | 2009  | PC, macOS               |
| Eden's Quest : The Hune for Akua                  | 2010  | PC, macOS, iPhone, iPad |
| Totally Spies! Fashion Agents                     | 2010  | Facebook                |
| Kompany                                           | 2012  | Facebook                |
| Plus belle la vie                                 | 2012  | Facebook                |
| Lucky Pirate                                      | 2013  | Facebook, iOS           |
| Murder in Provence                                | 2013  | Facebook                |
| Voyage to Fantasy                                 | 2013  | Facebook, iOS, Android  |
| Jigsaw Puzzle Fantasy                             | 2015  | Facebook                |
| Smart Cookie Cat                                  | 2015  | Facebook, Android, iOS  |
| Corpus Gang                                       | 2015  | Android, iOS            |
| Puzzle Museum                                     | 2015  | Facebook                |
| Identity Pursuit                                  | 2016  | Android, iOS            |
| Word Heroes                                       | 2017  | Android, iOS            |